# Månplanta
Månplantan, Sarcostemma viminale, är en ört som bland annat används till i tillverkning av Haoma- och somadrycken.